# Vital (pel·lícula)
Vital (ヴィタール) és una pel·lícula japonesa de l'any 2004. Va ser dirigida per Shinya Tsukamoto i protagonitzada per Tadanobu Asano com Hiroshi Takagi, un home la xicota del qual mor i que perd la memòria en un accident de cotxe.
El concepte original que va inspirar Vital va ser la imatge d'estudiants de medicina fent esbossos durant una dissecció. Tsukamoto va visitar una escola de medicina i va observar una dissecció mentre escrivia el guió, que originalment es titulava: Dissection Film Project. Els esbossos anatòmics de Leonardo da Vinci van ser una inspiració directa.

## Argument
Hiroshi (Tadanobu Asano) es desperta a l'habitació d'un hospital i s'adona que va patir un greu accident de cotxe que va provocar la mort de la seva xicota, Ryoko (Nami Tsukamoto), així com la pèrdua del seu memòria. Mentre intenta recuperar la memòria, una de les primeres pistes que troba Hiroshi són els seus antics llibres de text de medicina que va estudiar abans del seu accident. Això li dona un renovat propòsit a la vida i s'endinsa en els seus estudis de l'escola de medicina. Una de les seves companyes de l'escola de medicina, Ikumi (Kiki), aviat s'enamora d'Hiroshi, tot i que inicialment no li correspon. Durant un període de 4 mesos, en què la seva classe dissecciona cadàvers humans, Hiroshi s'adona que el cos que està disseccionant és el de la seva antiga xicota, Ryoko, la qual cosa fa que torni més memòria d'Hiroshi. Durant aquest temps, l'Hiroshi manté una relació amb la seva companya de classe Ikumi, que l'ajuda a recordar més records de la seva exnòvia. Mentrestant, l'Ikumi sent una ràbia gelosa a causa de la devoció d'Hiroshi per disseccionar el cadàver de Ryoko, mentre que Hiroshi es consumeix en la recerca d'entendre qui va ser aquella persona que va morir al seu cotxe i, finalment, esbrinar qui és realment.

## Repartiment
| Actor             | Paper            |
| ----------------- | ---------------- |
| Tadanobu Asano    | Hiroshi Takagi   |
| Nami Tsukamoto    | Ryoko Ooyama     |
| Kiki              | Ikumi            |
| Kazuyoshi Kushida | pare d’Hiroshi   |
| Lily              | Mare d’Hiroshi   |
| Jun Kunimura      | Pare de Ryoko    |
| Hana Kino         | Mare de Ryoko    |
| Ittoku Kishibe    | Dr. Kashiwabuchi |